# Emblema de Bhutan
L'emblema del Bhutan és un símbol circular que conté alguns elements presents a la bandera estatal, amb una representació artística lleugerament diferent, i una bona part de simbologia budista. En la seva forma actual, data de 1980. No és un escut d'armes, ja que no respecta les lleis de l'heràldica.
Segons la descripció oficial, «l'emblema nacional, inclòs dins un cercle, és compost per un doble dorje (o diamant llamp) situat damunt una flor de lotus, sobremuntat per un joiell i emmarcat per un drac a banda i banda. El llamp representa l'harmonia entre els poders religiós i secular. El lotus simbolitza la puresa i la joia expressa el poder sobirà, mentre que els dos dracs, mascle i femella, fan referència al nom del país, que proclamen amb la seva gran veu, el tro».